# Turośl Kościelna (gromada)
Turośl Kościelna – dawna gromada, czyli najmniejsza jednostka podziału terytorialnego Polskiej Rzeczypospolitej Ludowej w latach 1954–1972.
Gromady, z gromadzkimi radami narodowymi (GRN) jako organami władzy najniższego stopnia na wsi, funkcjonowały od reformy reorganizującej administrację wiejską przeprowadzonej jesienią 1954 do momentu ich zniesienia z dniem 1 stycznia 1973, tym samym wypierając organizację gminną w latach 1954–1972.
Gromadę Turośl Kościelna z siedzibą GRN w Turośli Kościelnej (w obecnym brzmieniu Turośń Kościelna) utworzono – jako jedną z 8759 gromad – w powiecie białostockim w woj. białostockim, na mocy uchwały nr 11/V WRN w Białymstoku z dnia 4 października 1954. W skład jednostki weszły obszary dotychczasowych gromad Turośl Kościelna, Iwanówka, Juraszki,
Lubejki i Pomigacze ze zniesionej gminy Juchnowiec w tymże powiecie. Dla gromady ustalono 15 członków gromadzkiej rady narodowej.
13 listopada 1954 roku gromada weszła w skład nowo utworzonego powiatu łapskiego.
1 stycznia 1969 do gromady Turośl Kościelna przyłączono obszar zniesionej gromady Turośl Dolna.
Gromada przetrwała do końca 1972 roku, czyli do kolejnej reformy gminnej. Z dniem 1 stycznia 1973 roku utworzono gminę Turośń Kościelna.